# Kortmakeri

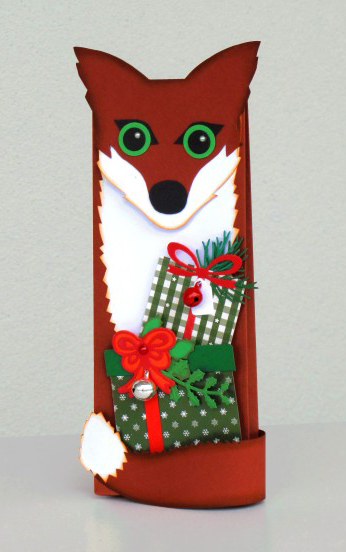
Ett exempel på kortmakeri.

Kortmakeri är en hobby där man gör egna kort, till exempel gratulationskort och julkort. Till korten brukar man vanligtvis använda kraftigt papper som dekoreras med motivstämplar, glitterlim, kanelstänger och annat. En person som sysslar med kortmakeri brukar kallas kortmakare.
Det finns många olika varianter av handgjorda kort, men grunden är att ett mönster skrivs/skärs ut ett antal gånger, för att sedan monteras, lager på lager med hjälp av dubbelsidig skumtejp, även kallad foamtejp, för att skapa en 3D-effekt. Man dekorerar med band, pärlor och glitter för att få ett så personligt kort som möjligt om passar mottagaren.